# Final Night – Die letzte Nacht
Final Night – Die letzte Nacht (Backfire) ist ein Drama von Gilbert Cates aus dem Jahr 1988.

## Handlung
Donnie, ein reicher, aber schwer gestörter Veteran des Vietnamkrieges, hat eine verbitterte junge Ehefrau (Mara). Sie will ihn in den Suizid treiben. Mara gedenkt ihr Ziel mit Hilfe einer alten Flamme und ein paar eingestreuten Gruseleffekten zu erreichen. Doch ihr Plan geht nach hinten los. Und plötzlich ist Mara die Gejagte.

## Kritiken
- TimeOut: Nur die „jugendhafte“ Darstellung von Keith Carradine rette den Film.[1]
- film-dienst 3/1989: „Effektvoll inszenierter Psychothriller mit einigen Härten, der das amerikanische Vietnam-Trauma für eine dichte Genregeschichte nutzt und Einblicke in die Befindlichkeit der amerikanischen Gesellschaft ermöglicht.“